# Bombové útoky v Taškentu (1999)
Bombové útoky v Taškentu se odehrály 16. února 1999 šesti explozemi bomb v autech v blízkosti vládních budov. Podle státní televize šlo o pokus o atentát na prezidenta Islama Karimova. Násilí se totiž strhlo nedlouho před plánovaným začátkem zasedání vlády, jehož se chystal zúčastnit i Karimov.
Ačkoli vláda obvinila islamistické rebely – Islamské hnutí Uzbekistánu, kritici to zpochybňují. K útoku se oficiálně nikdo nepřihlásil. Kvůli přísné kontrole médií v zemi není sled událostí útoků zcela jasný. Existují i verze, že šlo o provokaci Karimova a tajných služeb.